# Acid béo

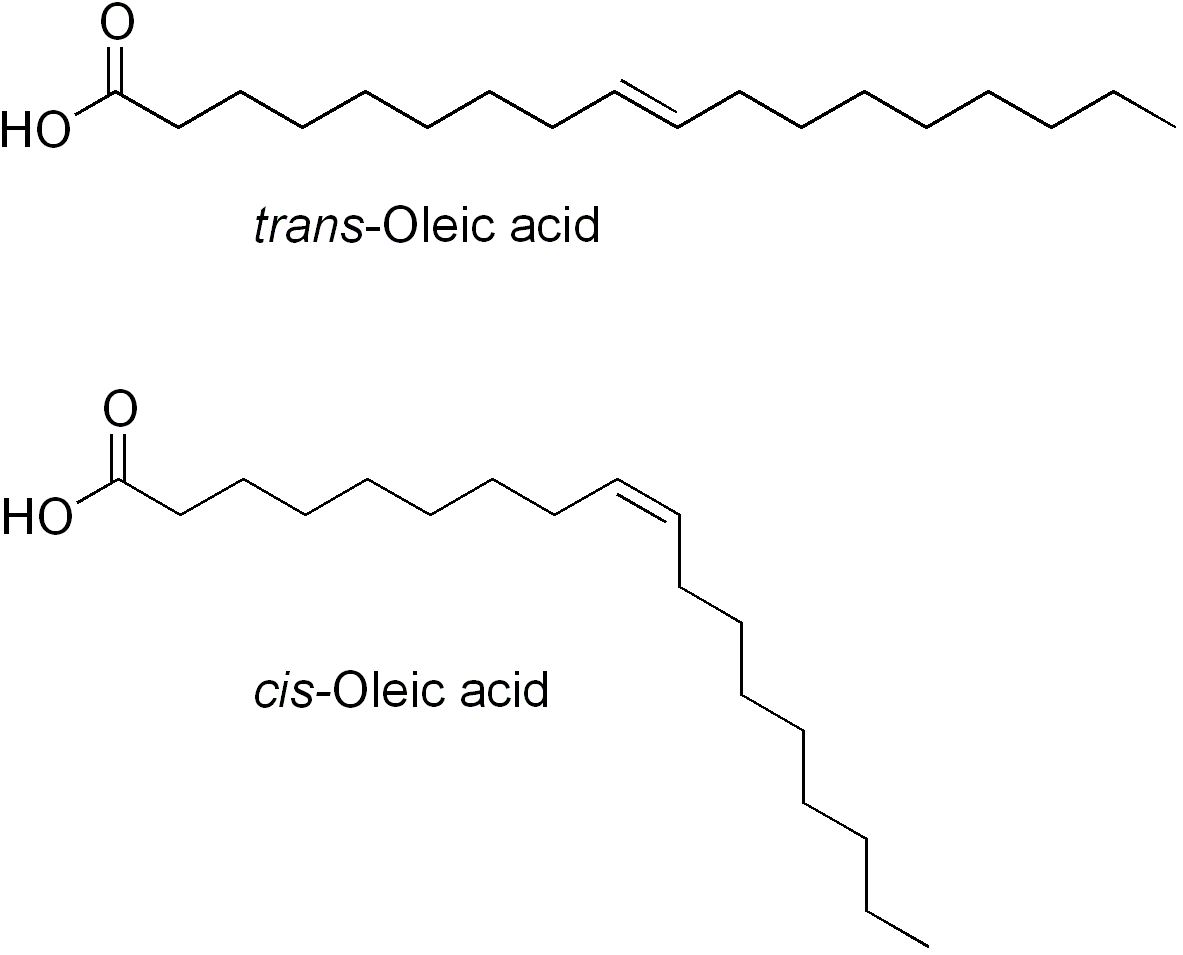
So sánh trans isomer (đồng phân trans)Elaidic acid (trên) và cis isomer(đồng phân cis) oleic acid (dưới).(chi tiết:Đồng phân cis-trans)

Trong hóa học, đặc biệt là trong hoá sinh, một acid béo là acid carboxylic với một đuôi không vòng (chuỗi), và có thể là no hoặc không no. Hầu hết các acid béo trong tự nhiên bao gồm một chuỗi các số chẵn của các nguyên tử carbon, từ 12 tới 28. Acid béo thường có nguồn gốc từ triglyceride hoặc phospholipid. Khi chúng không gắn liền với các phân tử khác, chúng được gọi là acid béo "tự do". Acid béo là nguồn quan trọng tạo ra nhiên liệu bởi vì, khi chuyển hóa, các acid béo có năng suất ATP lớn. Nhiều loại tế bào có thể sử dụng glucose hoặc acid béo cho mục đích này. Đặc biệt là tim và cơ xương thích acid béo hơn. Mặc dù từ lâu có khẳng định ngược lại, các acid béo có thể được sử dụng như một nguồn nhiên liệu cho các tế bào não, ít nhất là trong một số loài gặm nhấm, ngoài glucose và các chất acetone.

## Phân loại

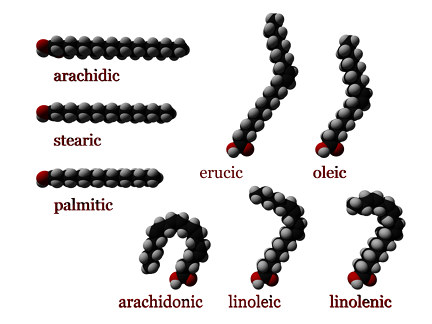
Cấu trúc 3 chiều của một vài acid béo.

Acid béo có liên kết đôi carbon-carbon được gọi là chưa no (chưa bão hoà). Acid béo mà không có các liên kết đôi carbon được gọi là bão hòa. Hai loại acid béo này cũng khác nhau về chiều dài.